# Dijmphna-Ekspeditionen 1882—83
Dijmphna-Ekspeditionen var en dansk polarekspedition i Kara-havet i 1882-1883 ledet af den danske søofficer Andreas Peter Hovgaard og bekostet af Augustin Gamél. Skibet "Dijmphna" var opkaldt efter Gamél’s moder. Ekspeditionens formål var at konstatere, om der, som antaget af Hovgaard, tæt nord for Kap Tjeljuskin fandtes land, der strakte sig mod Nordpolen, og langs hvis østkyst man derfor med held måtte kunne søge polen. Ved forsøg på at bringe hjælp til to dampskibe, der var indespærrede i isen i Kara-havet, kom ekspeditionen selv i vanskeligheder i drivisen og nåede derfor ikke sit mål.

## Baggrund
Hovgaard havde deltaget i "Vega-ekspeditionen" under Adolf Erik Nordenskiöld og havde ansvaret for at lede de magnetiske og meteorologiske observationer.
Et par år efter hjemkomsten udkastede han en plan til at finde den forsvundne "Jeannette-ekspedition", en plan, som ved sit klare blik på forholdene i Polarhavet vakte stor opmærksomhed i USA, men som ikke kom til udførelse, da en af Jeannettes både imidlertid landede ved Lenaflodens munding. De fremkomne efterretninger bekræftede rigtigheden af Hovgaards teorier om, hvor "Jeannette" skulle være søgt.
Hovgaard udkastede i stedet en plan til et rekognosceringstogt for at konstatere den formodede nordgående strøm fra farvandet nord for Kap Tjeljuskin, øst og nord om Franz Josefs Land til Grønland, ved hvilken strøm Hovgaard mente, at det kunde lykkes at komme til Nordpolen. Takket være Augustin Gaméls storslåede offervillighed lykkedes det Hovgaard 1882 at udruste "Dijmphna-ekspeditionen".

## Ekspeditionen
Ekspiditionen havde foruden sit hovedformål tillige til formål at foretage fysiske observationer i tilslutning til de 1882—83 virkende internationale polarstationer.
Det var et vanskeligt isår. Først i midten af september lykkedes det at trænge ind i Kara-havet, og for at bringe hjælp til det hollandske ekspeditionsskib "Varna", der lå indesluttet i drivisen, gik "Dijmphna" ud af sin rute i det forholdsvis isfri kystvand og kom i besæt af drivisen, hvor det blev holdt fast vinteren over.
Isskruningerne var voldsomme: "Varna" blev ved juletid skruet ned og besætningen reddet til "Dijmphna", men trods den stadige fare for undergang og trods det uafladelige beredskab på at forlade skibet og redde besætningerne over isflagerne, fortsattes arbejderne med trawling, dybdemåling med mere. Da det i september 1883 lykkedes Hovgaard under meget vanskelige omstændigheder at bringe Dijmphna ud af isen og hjem, viste det sig, at det videnskabelige udbytte havde været over forventning godt. Resultatet af ekspeditionen blev udgivet af Zoologisk Museum og Meteorologisk Institut.